# Röplabda-világbajnokok listája
Az alábbiakban a röplabdázás világbajnokságainak dobogósait ismertetjük (terem-  és strandröplabda). A strandröplabdában már 1997 előtt is voltak világversenyek, de ezek nem hivatalos világbajnokságok.

## Teremröplabda

### Férfiak
| Év, helyszín       | Világbajnok                    | Világbajnok   | Ezüstérmes    | Ezüstérmes    | Bronzérmes                | Bronzérmes    |
| 1949 Csehszlovákia | Szovjetunió                    | Szovjetunió   | Csehszlovákia | Csehszlovákia | Bulgária                  | Bulgária      |
| 1952 Szovjetunió   | Szovjetunió                    | Szovjetunió   | Csehszlovákia | Csehszlovákia | Bulgária                  | Bulgária      |
| 1956 Franciaország | Csehszlovákia                  | Csehszlovákia | Románia       | Románia       | Szovjetunió               | Szovjetunió   |
| 1960 Brazília      | Szovjetunió                    | Szovjetunió   | Csehszlovákia | Csehszlovákia | Románia                   | Románia       |
| 1962 Szovjetunió   | Szovjetunió                    | Szovjetunió   | Csehszlovákia | Csehszlovákia | Románia                   | Románia       |
| 1966 Csehszlovákia | Csehszlovákia                  | Csehszlovákia | Románia       | Románia       | Szovjetunió               | Szovjetunió   |
| 1970 Bulgária      | Német Demokratikus Köztársaság | NDK           | Bulgária      | Bulgária      | Japán                     | Japán         |
| 1974 Mexikó        | Lengyelország                  | Lengyelország | Szovjetunió   | Szovjetunió   | Japán                     | Japán         |
| 1978 Olaszország   | Szovjetunió                    | Szovjetunió   | Olaszország   | Olaszország   | Kuba                      | Kuba          |
| 1982 Argentína     | Szovjetunió                    | Szovjetunió   | Brazília      | Brazília      | Argentína                 | Argentína     |
| 1986 Franciaország | Amerikai Egyesült Államok      | USA           | Szovjetunió   | Szovjetunió   | Bulgária                  | Bulgária      |
| 1990 Brazília      | Olaszország                    | Olaszország   | Kuba          | Kuba          | Szovjetunió               | Szovjetunió   |
| 1994 Görögország   | Olaszország                    | Olaszország   | Hollandia     | Hollandia     | Amerikai Egyesült Államok | USA           |
| 1998 Japán         | Olaszország                    | Olaszország   | Jugoszlávia   | Jugoszlávia   | Kuba                      | Kuba          |
| 2002 Argentína     | Brazília                       | Brazília      | Oroszország   | Oroszország   | Franciaország             | Franciaország |
| 2006 Japán         | Brazília                       | Brazília      | Lengyelország | Lengyelország | Bulgária                  | Bulgária      |
| 2010 Olaszország   | Brazília                       | Brazília      | Kuba          | Kuba          | Szerbia                   | Szerbia       |
| 2014 Lengyelország | Lengyelország                  | Lengyelország | Brazília      | Brazília      | Németország               | Németország   |

### Nők
| Év, helyszín       | Világbajnok               | Világbajnok | Ezüstérmes                | Ezüstérmes    | Bronzérmes                           | Bronzérmes            |
| 1952 Szovjetunió   | Szovjetunió               | Szovjetunió | Lengyelország             | Lengyelország | Csehszlovákia                        | Csehszlovákia         |
| 1956 Franciaország | Szovjetunió               | Szovjetunió | Románia                   | Románia       | Lengyelország                        | Lengyelország         |
| 1960 Brazília      | Szovjetunió               | Szovjetunió | Japán                     | Japán         | Csehszlovákia                        | Csehszlovákia         |
| 1962 Szovjetunió   | Japán                     | Japán       | Szovjetunió               | Szovjetunió   | Lengyelország                        | Lengyelország         |
| 1967 Japán         | Szovjetunió               | Szovjetunió | Japán                     | Japán         | Koreai Köztársaság                   | Dél-Korea             |
| 1970 Bulgária      | Szovjetunió               | Szovjetunió | Japán                     | Japán         | Koreai Népi Demokratikus Köztársaság | Észak-Korea           |
| 1974 Mexikó        | Japán                     | Japán       | Szovjetunió               | Szovjetunió   | Koreai Köztársaság                   | Dél-Korea             |
| 1978 Szovjetunió   | Kuba                      | Kuba        | Japán                     | Japán         | Szovjetunió                          | Szovjetunió           |
| 1982 Peru          | Kína                      | Kína        | Peru                      | Peru          | Amerikai Egyesült Államok            | USA                   |
| 1986 Csehszlovákia | Kína                      | Kína        | Kuba                      | Kuba          | Peru                                 | Peru                  |
| 1990 Kína          | Szovjetunió               | Szovjetunió | Kína                      | Kína          | Amerikai Egyesült Államok            | USA                   |
| 1994 Brazília      | Kuba                      | Kuba        | Brazília                  | Brazília      | Oroszország                          | Oroszország           |
| 1998 Japán         | Kuba                      | Kuba        | Kína                      | Kína          | Oroszország                          | Oroszország           |
| 2002 Németország   | Olaszország               | Olaszország | Amerikai Egyesült Államok | USA           | Oroszország                          | Oroszország           |
| 2006 Japán         | Oroszország               | Oroszország | Brazília                  | Brazília      | Szerbia és Montenegró                | Szerbia és Montenegró |
| 2010 Japán         | Oroszország               | Oroszország | Brazília                  | Brazília      | Japán                                | Japán                 |
| 2014 Olaszország   | Amerikai Egyesült Államok | USA         | Kína                      | Kína          | Brazília                             | Brazília              |

## Strandröplabda

### Férfiak
| Év, helyszín        | Világbajnok                        | Világbajnok | Ezüstérmes                               | Ezüstérmes  | Bronzérmes                                              | Bronzérmes     |
| 1997 Los Angeles    | Pará Ferreira, Guilherme Marques   | Brazília    | Mike Whitmarsh, Canyon Ceman             | USA         | Paulo Emilio, Paulăo Moreira Kent Steffes, Dain Blanton | Brazília · USA |
| 1999 Marseille      | Emanuel Rego, José Loiola          | Brazília    | Martin Laciga, Paul Laciga               | Svájc       | Pará Ferreira, Guilherme Marques                        | Brazília       |
| 2001 Klagenfurt     | Mariano Baracetti, Martín Conde    | Argentína   | Ricardo Santos, José Loiola              | Brazília    | Jorre Andre Kjemperud, Vegard Høidalen                  | Norvégia       |
| 2003 Rio de Janeiro | Emanuel Rego, Ricardo Santos       | Brazília    | Dax Holdren, Stein Metzger               | USA         | Benjamin Insfran, Marcio Araujo                         | Brazília       |
| 2005 Berlin         | Marcio Araujo, Fábio Magalhăes     | Brazília    | Sascha Heyer, Paul Laciga                | Svájc       | Julius Brink, Kjell Schneider                           | Németország    |
| 2007 Gstaad         | Todd Rogers, Phil Dalhausser       | USA         | Dmitrij Barszuk, Igor Kolodinszkij       | Oroszország | Andrew Schacht, Josh Slack                              | Ausztrália     |
| 2009 Stavanger      | Julius Brink, Jonas Reckermann     | GER         | Harley Marques Silva, Alison Cerruti     | BRA         | Todd Rogers, Philip Dalhausser                          | USA            |
| 2011 Róma           | Emanuel Rego, Alison Cerutti       | BRA         | Ricardo Santos, Márcio Araújo            | BRA         | Julius Brink, Jonas Reckermann                          | GER            |
| 2013 Stare Jabłonki | Alexander Brouwer, Robert Meeuwsen | NED         | Ricardo Santos, Álvaro Morais Filho      | BRA         | Jonathan Erdmann, Kay Matysik                           | GER            |
| 2015 Hollandia      | Alison Cerutti, Bruno Schmidt      | BRA         | Reinder Nummerdor, Christiaan Varenhorst | NED         | Pedro Solberg, Evandro Gonçalves                        | BRA            |
| 2017 Bécs           |                                    |             |                                          |             |                                                         |                |

### Nők
| Év, helyszín        | Világbajnok                        | Világbajnok | Ezüstérmes                                | Ezüstérmes | Bronzérmes                                           | Bronzérmes     |
| 1997 Los Angeles    | Sandra Pires, Jackie Silva         | Brazília    | Lisa Arce, Holly McPeak                   | USA        | Adriana Behar, Shelda Bede Karolyn Kirby, Nancy Reno | Brazília · USA |
| 1999 Marseille      | Adriana Behar, Shelda Bede         | Brazília    | Annett Bucker-Davis, Jenny Johnson-Jordan | USA        | Liz Masakayan, Elaine Youngs                         | USA            |
| 2001 Klagenfurt     | Adriana Behar, Shelda Bede         | Brazília    | Sandra Pires, Tatiana Minello             | Brazília   | Eva Celbová, Sona Dosoudilová                        | Csehország     |
| 2003 Rio de Janeiro | Kerri Walsh, Misty May             | USA         | Adriana Behar, Shelda Bede                | Brazília   | Natalie Cook, Nicole Sanderson                       | Ausztrália     |
| 2005 Berlin         | Kerri Walsh, Misty May-Treanor     | USA         | Larissa França, Juliana Silva             | Brazília   | Tian Ji, Wang Fei                                    | Kína           |
| 2007 Gstaad         | Kerri Walsh, Misty May-Treanor     | USA         | Tian Jia, Wang Jie                        | Kína       | Larissa França, Juliana Silva                        | Brazília       |
| 2009 Stavanger      | April Ross, Jennifer Kessy         | USA         | Juliana Felisberta, Larissa França        | BRA        | Talita Antunes, Maria Antonelli                      | BRA            |
| 2011 Róma           | Juliana Felisberta, Larissa França | BRA         | Misty May-Treanor, Kerri Walsh            | USA        | Xue Chen, Zhang Xi                                   | CHN            |
| 2013 Stare Jabłonki | Xue Chen, Zhang Xi                 | CHN         | Karla Borger, Britta Büthe                | GER        | Liliane Maestrini, Bárbara Seixas                    | BRA            |
| 2015 Hollandia      | Bárbara Seixas, Ágatha Bednarczuk  | BRA         | Taiana Lima, Fernanda Alves               | BRA        | Maria Antonelli, Juliana Felisberta                  | BRA            |
| 2017 Bécs           |                                    |             |                                           |            |                                                      |                |